# Mauritobolus fissus
Mauritobolus fissus är en mångfotingart som beskrevs av Karl Wilhelm Verhoeff 1939. Mauritobolus fissus ingår i släktet Mauritobolus och familjen slitsdubbelfotingar. Inga underarter finns listade i Catalogue of Life.